# Tinodes verethraghna
Tinodes verethraghna är en nattsländeart som beskrevs av Schmid 1959. Tinodes verethraghna ingår i släktet Tinodes och familjen tunnelnattsländor. Inga underarter finns listade i Catalogue of Life.